# Оджибве (язык)
Оджибве (самоназвания: Anishinabemowin, Anishinaabemowin, ᐊᓂᔑᓈᐯᒧᐎᓐ (канадское слоговое письмо)) — вторая по распространённости группа индейских языков Канады (после кри) и третья — Северной Америки (после навахо и кри).
На этих языках говорят племена индейцев оджибве (анишинабе): алгонкин, чиппева, сото, миссиссога и оттава. В эту группу языков иногда включается близкородственный язык потаватоми.
Во времена, когда торговля пушниной с французами усилила позиции индейцев оджибве, их язык стал торговым языком в районе Великих озёр и несколько веков играл заметную роль в Канаде и на севере США.

## Вопросы классификации
Оджибве (анишинабе) — алгонкинский язык, принадлежащий к алгской языковой семье и происходящий из протоалгонкинского языка. Родственные ему языки: блэкфут, шайенский, кри, фокс, меномини, потаватоми и шони (шауни). Алгская семья языков состоит из алгонкинских языков и так называемых ритванских языков — вийот и юрок. Оджибве часто относится к группе центральноалгонкинских языков, однако такая классификация является скорее географической, а не генетической. Среди алгонкинских языков генетически связаны между собой только языки восточноалгонкинской подгруппы.
Эта статья посвящена преимущественно юго-западному оджибве, распространённому на севере США — в Миннесоте и Висконсине — поэтому не всё нижеизложенное применимо к другим диалектам оджибве.

## Лингвогеография

### Ареал и численность

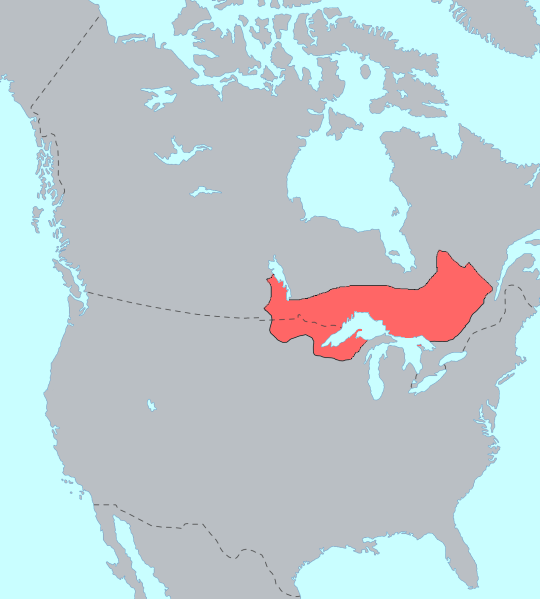
Первоначальное распространение языков группы оджибве

На оджибве говорит около 10 000 человек в США и около 48 000 — в Канаде, что ставит его на второе место среди алгских языков по числу носителей. На различных диалектах оджибве в США говорят на севере Монтаны, Северной Дакоты, Миннесоты и Мичигана, а в Канаде — на востоке Британской Колумбии, юге Альберты, Саскачевана и Манитобы, в Онтарио и юго-западной части Квебека.

### Диалекты
Оджибве распадается на довольно различные диалекты, главные из которых — ниписсинг и алгонкин, равнинный оджибве (сото), восточный оджибве (миссиссога), северный оджибве, оттава, оджибве реки Северн (оджи-кри) и юго-западный оджибве.
Язык потаватоми обладает многими чертами оджибве и отделился от него сравнительно недавно, однако в настоящее время считается отдельным языком.

#### Восточный оджибве
Восточный оджибве (Eastern Ojibwa, Ojibway, Ojibwe) — находящийся под угрозой исчезновения алгонкинский язык и один из диалектов языка оджибве, на котором говорит народ оджибве, проживающий на востоке северо-южной линии через основание полуострова Брюс (Родос 1976), севернее озера Онтарио и восточнее залива Джорджиан на юге штата Онтарио в Канаде.

## История
Когда торговля пушниной увеличила силу племён оджибве, их язык стал торговым языком в районе Великих озёр и несколько сот лет был очень важным языком на севере США и по всей Канаде. Во время пушной торговли на основе лексики оджибве выработался «ломаный оджибве». Часто ведутся обсуждения, является ли креольский язык банги смесью оджибве или кри с другими языками.
В середине XVII века оджибве заменил язык виандот в качестве языка межэтнического общения в районе Великих озёр и оставался таковым до замещения английским в конце XIX века. В результате, различные диалекты оджибве были понятны другим народам в этом и других районах. В пик своего использования, в качестве главного дипломатического и торгового языка региона, оджибве был распространён от долины реки Огайо на юге до залива Джеймс на севере и от реки Оттава на востоке до Скалистых гор на западе. Благодаря своему положению язык оджибве сильно повлиял на другие алгонкинские языки — например, меномини.

## Письменность
Для записи оджибве существует разновидность канадского слогового письма, разработанного в 1840 году миссионером Джеймсом Эвансом на основе скорописи Питмана. В настоящее время оно используется некоторыми общинами в Канаде, но постепенно выходит из употребления. В США язык записывается фонетически — с использованием латинского алфавита. Существует несколько романизированных вариантов письменности для оджибве, новейшей и наиболее популярной из которых является система «двойная гласная», разработанная Чарльзом Фиеро. Несмотря на отсутствие стандартизированной орфографии, она проста в использовании и используется большинством из преподавателей языка в США, проникая в Канаду.
В этой системе используются следующие латинские буквы и буквосочетания: 
- Aa, Aa aa, Bb, Ch ch, Dd, Ee, Gg, ’, Hh, Ii, Ii ii, Jj, Kk, Mm, Nn, Ny ny, Oo, Oo oo, Pp, Ss, Sh sh, Tt, Ww, Yy, Zz, Zh zh.

Система получила своё название из-за удвоенного написания долгих гласных, соответствующих кратким a, i и o. Носовой ny в качестве конечного буквосочетания пишется как nh. Допустимыми сочетаниями согласных являются: mb, nd, ng, n', nj, nz, ns, nzh, sk, shp, sht и shk.

## Лингвистическая характеристика

### Фонетика и фонология

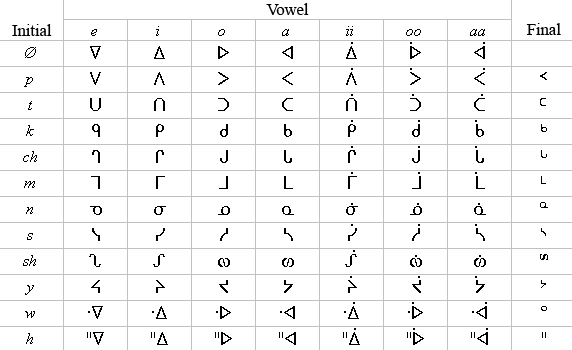
Слоговые знаки оджибве

Языки группы оджибве имеют, в основном, 18 согласных. Считается, что шумные согласные делятся на сильные и слабые, где те, которые пишутся как глухие, произносятся сильнее, значительно дольше и часто с придыханием или придыхательным приступом, в то время как звонкие произносятся менее сильно и значительно короче. Во многих общинах разница сводится к простому противопоставлению «глухой—звонкий».
Существует три кратких гласных — /i a o/ — и три соответствующих долгих гласных — /iː aː oː/, а также четвёртая долгая гласная, которая не имеет краткого соответствия — /eː/. Краткие гласные отличаются от долгих как по качеству, так и по количеству. Фонетически они ближе к [ɪ], [ə]~[ʌ] и [o]~[ʊ]. Многими носителями языка /oː/ произносится как [uː], а /eː/ — как [ɛː]. Встречаются также носовые гласные.
Что касается ударения, язык оджибве делит слова на метрические стопы. Каждая стопа содержит сильный и (в словах, имеющих более двух слогов) слабый слог. Все сильные слоги получают, по крайней мере, вторичное ударение. Как правило, первичное ударение получает сильный слог в третьей стопе от конца слова. Во многих диалектах безударные гласные часто теряются или меняют качество.
Пример звучания языка оджибве возможно услышать здесь.

### Грамматика
Как многие языки коренных народов Америки, язык оджибве является полисинтетическим. Это значит, что в нём проявляется высокая степень синтеза и очень высокое соотношение морфем к слову. Он также относится к агглютинирующим языкам, и поэтому слова в нём образуются путём выстраивания рядов морфем, а не путём нескольких многозначных аффиксов.
В оджибве существует два типа третьего лица — проксимативное (третье лицо важно, или находится в поле зрения) и обвиативное (объект менее важен, или находится вне поля зрения). Существительные могут находиться в единственном и множественном числе и быть двух родов (одушевлённый и неодушевлённый). Существуют отдельные личные местоимения, но они обычно используются для смыслового выделения. Различаются инклюзивное и эксклюзивное личное местоимение множественного числа первого лица («мы с тобой» и «мы без тебя»).
Глагол является самой сложной частью речи в оджибве. Существует категория строя: независимый, подчинительный (использующееся для причастий и в придаточных предложениях) и императив. Глаголы бывают отрицательные и утвердительные; спрягаются по лицам, числам, временам, одушевлённости; и, в зависимости от проксимативного/обвиативного статуса, как субъекта так и объекта. Имеются формы дубитатива и претерита.

### Лексика
Оджибве примечателен сравнительно малым количеством заимствований из других языков, хотя некоторые лексические единицы пришли из английского (gaapii «кофе»; maam(aa) «мама») и французского (naapaane «мука» (из la farine); ni-tii «чай» (из le thé)) языков. Носители языка предпочитают создавать слова для новых понятий, используя существующую лексику (пуризм). К примеру, на оджибве «самолёт» будет bemisemagak (дословно: «вещь, которая летает» — из bimisemagad «летать»), «батарейка» — ishkode-makakoons (дословно: «маленькая огневая коробка» — из ishkode «огонь» и makak «коробка»). Даже кофе многие говорящие на оджибве называют не gaapii, а mashkikiwaaboo («чёрная жидкость-лекарство»).
Слова «батарейка» и «кофе» показывают, что между дословным значением морфем в слове и значением слова в целом в оджибве может существовать большая разница.

## Пример текста
Пример текста на оджибве взят из четырёх первых строк рассказа «Niizh Ikwewag»:
- Aabiding gii-ayaawag niizh ikwewag: mindimooyenh, odaanisan bezhig.

«Было однажды две женщины: пожилая мать и одна из её дочерей».
- Iwidi Chi-achaabaaning akeyaa gii-onjibaawag.

«Они жили по дороге в Ингер».
- Inashke naa mewinzha gii-aawan, mii eta go imaa sa wiigiwaaming gaa-taawaad igo.

«Это было давно, они жили там в вигваме».
- Mii dash iwapii, aabiding igo gii-awi-bagida’waawaad, giigoonyan wii-amwaawaad.

«И однажды они пошли ловить сетью рыбу, потому что собирались поесть рыбы».